# Roof (Einheit)
Das Roof war ein Garnmaß für Stränge in Emden (Königreich Hannover). Es war ein regionsbestimmter Begriff.
Beim Aufwinden des Garns auf die Zählhaspel wurde nacheinander jeweils eine regional unterschiedliche Anzahl sogenannter Faden zu einem Gebinde – hier auch als Haspelknipp bezeichnet – verschnürt oder abgebunden (daher der Name „Gebinde“). Eine bestimmte Menge Gebinde bildete schließlich den fertigen Garnstrang.  Ein Faden wurde durch eine volle Umdrehung einer Haspel abgemessen. Die Fadenlänge war daher vom Umfang der Haspel abhängig, der wiederum auch vom Material des zu messenden Garnes bestimmt wurde. Der Faden wurde in den üblichen Längenmaßen, wie beispielsweise Elle, Zoll oder Fuß gemessen und war so die Basis für den Handel.
- 1 Faden = 1 ⅞ Emder Ellen = 2 3/20 Hannoveraner Ellen = 2,1788 Meter
- 1 Haspelknipp = 60 Faden
- 1 Roof = 5 Haspelknipp
- 1 Stück ungezwirntes Wollgarn = 4 Roof = 1200 Faden

aber auch 
- 1 Stück Leinengarn = 1200 Faden

## Andere Bezeichnungen für das Maß von Strängen
- Écheveau
- Geschleif
- Hank
- Lopp
- Schneller
- Toll
- Zaspel